# ماتشوال (أوكلاهوما)
ماتشوال (بالإنجليزية: Mutual, Oklahoma)‏ هي بلدة أمريكية تقع في الولايات المتحدة في مقاطعة وودوارد، أوكلاهوما. يقدر عدد سكانها بـ 76 نسمة ومساحتها 0.7 كم2 ووترتفع عن سطح البحر 571 متر.